# Доминиканский монастырь (Луцк)
Доминиканский монастырь — памятник архитектуры национального значения в Луцке, бывший монастырь первого луцкого католического ордена. Расположен в историко-культурном заповеднике «Старый Луцк».
Луцкий доминиканский монастырь основан в третьей четверти XIV века. Долгое время он был единственным монастырем в городе. После Тридентского Собора жизнь ордена, как и вообще Католической Церкви, изменилась, что сказалось на луцкой резиденции. С начала XVII века в приорате происходят существенные изменения, приводящие к росту значения монастыря не только для города, но и всей Волыни. Монастырь активно пытается стать образцом соблюдения правил и строгости монастырской жизни, здесь зарождается культ чудотворной иконы Луцкого Богоматери; активно дополняется библиотека и повышается уровень орденской школы; ещё с предыдущего века действует школа для светских лиц; берут начало учреждения и явления, которые сильнее связывают монастырь со светской средой. В следующем веке тенденции усиливаются и монастырь приобретает обще провинциальное значение наряду с монастырями Познани, Варшавы, Люблина. Здесь формируется школа университетского уровня, коронуется икона. В середине XVIII века количество лиц луцкого монастыря достигала 50 человек. На рубеже XVIII—XIX веков монастырь испытывает нескольких разрушительных пожаров, в частности восстанавливается с нуля. Однако в начале XIX века становится столицей Русской доминиканской провинции. Однако существование Волыни в составе Российской империи делает невозможной деятельность католических институтов, и в 1850 году наряду с другими монастырями города доминиканский монастырь закрывается; последние монахи покидают город в конце века.
После кассации резиденции костёл был разобран, а монастырь в течение следующего времени использовался по-разному. Сегодня монастырь доминиканцев является памятником архитектуры национального значения. Здесь размещена Волынская духовная семинария УПЦ МП.

## История

### Появление в городе ордена и основания первого каменного комплекса
Орден доминиканцев мог появиться на Волыни ещё в 1225 году вскоре после основания ордена в Тулузе. Однако достоверные исходные сведения о деятельности монастырей принадлежат к следующему веку. Луцкий монастырь образовался по инициативе львовских доминиканцев Общества Братьев Пилигримов во имя Христа в 1370-х годах. Возможно, луцкий и владимирский монастыри выделялись в отдельную Литовскую контрату Общества, что указывает на высокий статус и самостоятельность этих конвентов.

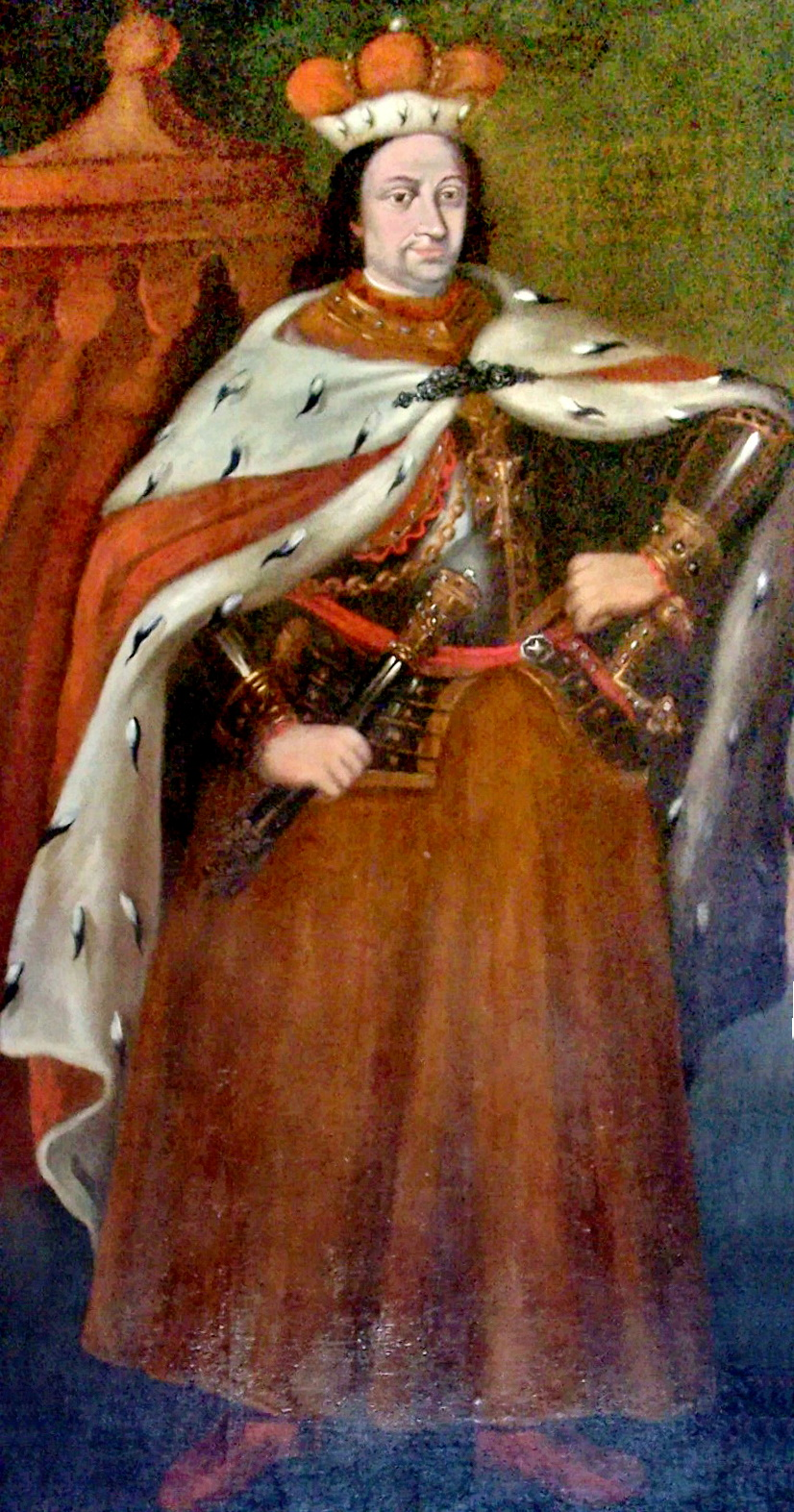
Витовт

В 1390 году король Владислав II Ягайло подарил луцким доминиканцам село Городница с землями, пастбищами, лесами, а через три года великий князь Витовт- Новостав и мельницу с прудом. Монастырский комплекс начали строить на южной окраине тогдашнего Луцка, закладывая таким образом оборонительную функцию монастыря. Впоследствии монастырь и костёл Успения Девы Марии завершили и так он стал первым католическим костёлом Луцка. Архитектура комплекса была готической, учитывая общую традицию ордена. Монастырь был одним из самых зажиточных в Великом Литовском княжестве.
Доминиканцы сразу активно вступили в жизнь города. Во время съезда монархов Европы в Луцке в 1429 году доминиканцы были в составе хозяев, которые встречали гостей съезда. А во время событий Луцкой войны 1431 года несколько доминиканцев казнили в замке в ответ на нападение войска, которое окружило город, на луцкого епископа Андрея Сплавского.
С восточного края тогдашнего Луцка тянулся длинный Великий Луцкий мост, содержание которого возлагалось на местные шляхту, князей, мещан, духовенство. То же касалось и доминиканцев. От доходов в Новостав приор удерживал одну из городень моста. В свою очередь Доминиканы получали 4 копы литовских грошей от луцких таможенников.

### Борьба за структурное подчинение
До 1456 года Луцкий конвент принадлежал к Обществу Братьев Пилигримов, когда оно было отменено. Тогда монастырь перешел к Польской провинции.
В XVI веке в результате Реформации западные европейские монастыри почувствовали существенное экономическое ухудшение, усилилась роль восточных монастырей. В рамках таких крупных провинций, как Польская, существовали тенденции к обособлению. Особенно это обострилось вследствие экономического упадка католицизма во время Реформации. Кроме экономических причин для образования Русской провинции, были такие: недовольство кадровой и управленческой политикой провинции, стремление восстановить самостоятельность, как в Общество пилигримов, чрезмерный контроль и несправедливость со стороны центра провинции — Кракова. Поэтому на протяжении веков постоянно велись попытки или восстановить Общество пилигримов, или создать Русскую провинцию. А поскольку луцкий монастырь был весьма состоятельным, он активно присоединился к этой борьбе. В 1593 году приора Григория Куницького подвергалось наказанию за содействие тенденциям отделения Русской провинции. В 1596 году монастырь был приобщен к Русской провинции, потому настоятеля Иоанна Евангелиста отстранили от должности. Однако он не выполнил этого приказа и занимал должность до 1597 года. Возможно, за это Польская провинция наградила его титулом Генерального проповедника. В 1598 году из Кракова в Луцк прибыли представители краковского монастыря с документами о ликвидации Русской провинции, что, очевидно, подействовало так, что луцкий приорат снова перешел к Польской провинции. Однако в среде луцких доминиканцев не было определённой атмосферы и дальше. В 1610 году начался суд над приором Гаспаром Варетием, поскольку тот нарушил свой профессиональный долг — не провозгласил в монастыре провинциальный приговор об осуждении Русской конгрегации, что могло истолковываться как попытка сопротивления подчинения конвента Польской провинции, к которой на тот момент он принадлежал. В конце концов, после 1612 монастырь окончательно оставили в пределах этой провинции.
Впоследствии в 1793 году монастырь снова вошел в состав Русской провинции, и стал её столицей. Вследствие ограничительного влияния на деятельность католицизма со стороны властей Российской империи провинции объединялись, поэтому с 1839 луцкий двор входил уже в Литовско-Русскую провинции.

### Духовная жизнь и культы
Особенностью духовной жизни монастырей было распространение культов различных святых и чудотворных икон. Это выражалось в титулатуре храмов, часовен, алтарей, икон, деятельности братств, и имён, которые себе брали монахи во время пострига. Так, для луцкого доминиканского приората было присуще распространение культов как обще орденских, так и местного значения. Ими были культы: Святого Николая, Вознесение Богородицы, Взятие на небо Богородицы, Святого Доминика, Святого Гиацинта, Святого Фомы Аквинского, Святой Розы Лимской, Святого Каетана, Марии Магдалины, Иисуса у столба, Викентия Феррера. Кроме того, каждую пятницу доминиканцы вместе с иезуитами возле изображения Иисуса Христа у столба проводили специальную мессу, посвященную Святому Томи. Члены приората также активно включались в процессии на улицах города. Часто это происходило совместно с луцкими иезуитами. С 1687 года в монастыре существовала отдельная должность исповедника монахинь. К тому времени в городе уже утвердился женский монастырь ордена Святой Бригитты, над которым и велась опека со стороны доминиканцев.

#### Икона Луцкой Богоматери

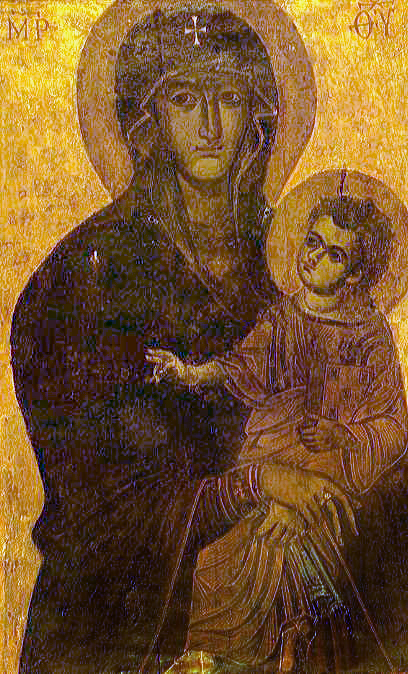
Virgin Salus Populi Romani из римского собора

В конце века луцкий епископ Бернард Мацейовский посетил Рим, где Папа Климент VIII подарил ему икону Божией Матери Римской, которая является копией известной Чудотворной иконы Salus Populi Romani из собора Санта-Мария-Маджоре в Риме, где она почиталась как покровительница римлян. Эта икона была одной из первых копий иконы из Рима, которая распространялась на Волыни. После приезда в Луцк в 1598 году епископ передал икону доминиканскому монастырю. Это стало выдающимся событием в жизни обители, поскольку доминиканцы считали Римскую Богоматерь своей опекуншей. Икона заняла важное место в деятельности доминиканцев.
Для размещения иконы была специально построена часовня, деньги на которую дал Александр Красинский в 1649 году.
Список чудес римской иконы начали вести с середины XVII века. Сначала показания просто выцарапывались на стене костёла, впоследствии их записывали и хранили в конвентуальном архиве. Среди свидетелей и очевидцев, чьи показания записывались, больше всего было шляхты и магнатов. Меньше было от самих доминиканцев и ещё меньше мещан и крестьян. Также были свидетельства православных и униатов. Кроме того, подвергались влиянию и почитали икону луцкие Бригидки и иезуиты. Епископ Луцкий Франциск Пражмовский инициировал создание комиссии, которая в соответствии с каноническими правилами католической церкви должна была изучать и проверять показания о чудесах. Но в 1701 году он умер, что поставило под угрозу деятельность комиссии. Однако администратор луцкой кафедры Павел Дубравский созвал повторную комиссию. Чудеса были проверены, и в 1703 году икона была провозглашена чудотворной и названа «щитом Королевства и непоколебимой башней Волыни». Тогдашний доминиканский приор Игнатий Ковнацкий подытожил список чудес и другие свидетельства и опубликовал их в книге под названием «Sparta Polska …». Полный список, изданный позднее Томашом Челейовским, содержит 172 чуда. Среди описаний чудес были, например, такие: выздоровление больных, воскрешение мёртвых, возвращение зрения слепым. Приор Петр Щербинский сам испытал чудотворные воздействия иконы и утверждал, что икона уберегла комплекс от пожара. В 1724 году он подал ходатайство в Рим о коронации иконы. О прославлении иконы беспокоился и сам провинциал Польской доминиканской провинции Юсти Якельський.

##### Процесс коронации
С помощью волынского воеводы Михаила Потоцкого декрет о коронации был подготовлен в 1748 году. Для этого в монастыре было построено 3 арки. Первая иллюстрировала оборону воеводства от врагов. На второй арке помещались изображения святых. 8 сентября 1749 с участием праздничной делегации из столицы состоялась торжественная коронация иконы. Процесс был очень пышным с привлечением большого количества известных лиц Королевства. Кроме того, вышли две речи, посвященные коронации, описание процесса был издан в Риме, также была опубликована статья в «Польском курьере». В Риме были вылиты серебряные монеты, на одной из сторон которой был образ Римской Богородицы, а на другой — доминиканский святой Викентий Феррера. В 1776 году был издан целый сборник молитв, обращенных к Луцкого Богоматери.

#### Культ Кароля Франка

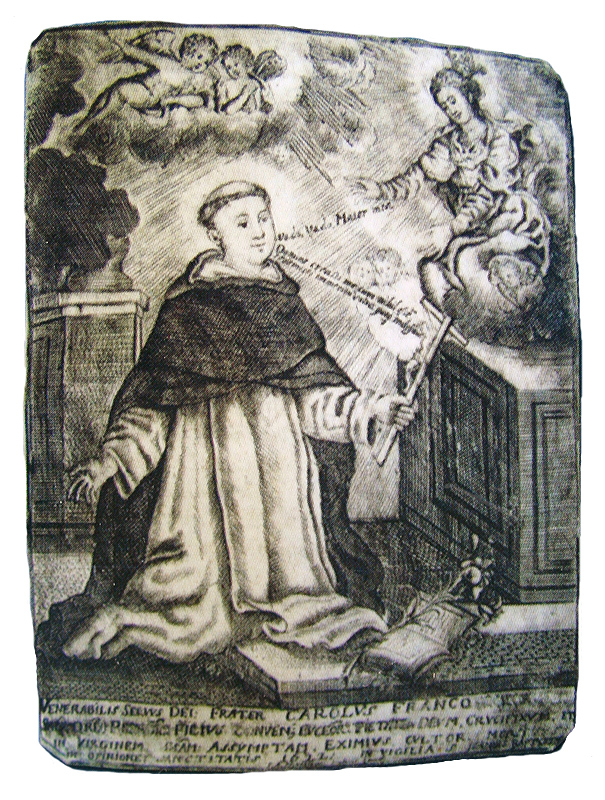
Кароль Франко

Кароль Франко — член луцкого доминиканского конвента, который умер в 1622 году. Родом из Олыки. Образование получил в иезуитском коллегиуме, затем постригся в доминиканцы. После смерти члены ордена приступили к его канонизации, однако вероятно, вследствие того, что тело Кароля было уничтожено во время нападения казаков на Луцк в 1648 году, процесс был приостановлен. Однако в 1660-х годах другой член семьи Франков, который постригся в Летичевском монастыре, выбрал себе имя своего луцкого родственника. В XVIII веке внимание к личности Кароля восстановилось и тогдашний луцкий доминиканский приор И. Ковнацкий в 1703 году издал житие Кароля, автором которого был магистр луцких новициатов Мариан Колумбан. В житии Кароля отмечалось, что он быстро стал покорным и скромным, боялся женщин, в определённые периоды питался только хлебом и водой, занимался самобичеванием, очень ревностно почитал икону Луцкой Богоматери, практиковал молчание и молитвенные размышления. Фигура Кароля символизировала аскетический идеал доминиканца, к которому стремились монахи конвента.

### Интеллектуальная жизнь

#### Новициат
С 1619 года в монастыре постоянно действовал новициат, о чём было издано постановление капитула. C 1640-х годов профессию приняли 8 человек. События Хмельниччины негативно повлияли на деятельность новициата, но уже в 1671 году в монастырь постригалося 4 человека ежегодно, что было максимальным для луцкого конвента. В XVIII веке Луцкий доминиканский новициат был одним из самых крупных в Польской провинции. Его профессий, окончившие новициат, направляли в различные монастыри волынской контраты. Средний возраст кандидатов в монахи, которые вступали в новициату, был 15-23 года.

#### Орденское обучение
В доминиканском ордене существовала разветвленная система школ, где происходило интеллектуальное воспитание монахов. В 1477 году в монастыре уже была конвентуальна школа, поскольку есть упоминания про лектора Климента. В конвентуальной школе преподавали казуистику, философию и экзегетику.
Активное оживление доминиканских школ в Луцке начинается с середины XVII века. В монастыре зарождается студиум высшего уровня. Кроме моральной, преподаётся и догматическая теология. В 1663 году в монастыре есть два преподавателя теологии, один из которых имел степень бакалавра. В 1686 году начала логики преподавал известный в то время доминиканец Гиацинт Любоведзкий. А в следующем году в монастыре зафиксировано аж два магистра (кроме магистра новициатов), что было весомым фактом, поскольку во всей провинции должность магистра могло занимать не более 8 человек. В 1694 году школу официально повысели до уровня формальной — школы университетского уровня без права предоставлять научные степени. Это повлекло повышение статуса монастыря во всей провинции, и он стал одним из центров доминиканской интеллектуальной жизни Польской провинции рядом с центром Люблина, Познани, Варшавы. Краковский монастырь капуцинов приобрел рукопись Гиацинта Любоведзкого, па которым он читал лекции в Луцке. А экземпляр философского курса, также прочитанного в Луцке, находился в одной из монастырских библиотек Вильнюса. В 1796 году луцкие доминиканцы издали коллективное антимасонское произведение «Последняя крепость вильновирцив …». Выход книги происходил в контексте борьбы доминиканцев Речи Посполитой с масонами.
Монахи часто высылались за границу для получения образования высшего орденского уровня в генеральных школах. Такими были школы в столицах доминиканских провинций. Из Луцка больше всего ездили в Падую. А также в Рим, Перуджу, Неаполь. Впоследствии они возвращались обратно. После Третьего раздела Речи Посполитой Волынь вошла в состав Российской империи. Также изменились границы доминиканских провинций. Луцкий монастырь больше не входил в Польскую провинцию. Вместо этого он перешел к Русской провинции и стал её столицей. Соответственно, именно в луцком монастыре разместилась орденская школа высшего уровня — Генеральный студиум. Преподавались теология, нравственное богословие, спекулятивная теология, философия, догматика, церковная история, право, латынь.
С конца XVI века в монастыре действовало братство Розария, где сочетались молитвенные практики с мыслями об основах веры.

#### Библиотека
В конце XVI века в библиотеке насчитывалось чуть больше 20 книг. Были книги как XV века, так и XVI. В 1605 году вышло постановление Генеральной капитулы ежегодно покупать несколько современных книг и книг известных авторов. В следующие 5 лет произошёл быстрый рост книг луцкой доминиканской библиотеки. В 1610 году количество книг достигала более 70. Среди них книги Платона, «Сумы» Сильвестра де Приеро, экзегетические произведения Фомы Аквинского, «Сентенции» разных авторов и другие книги, необходимые для монастырской жизни. В 1610 году библиотека содержала немало основных и актуальных полемических трудов контрреформационных авторов: Эка, Белармина, Гозия и других. Были произведения Эзопа и Эразма Роттердамского, хотя работы последнего содержались в индексе запрещённых книг. Отдельное место занимала группа книг иезуитов, которые были идеологическими соперниками доминиканцев. Среди таких в библиотеке содержалась агиографическая зибрка иезуита Петра Скарги, над названием которой кто-то дописал слово «Еретик». Однако, несмотря на это в библиотеке не было большого количества необходимых книг для нормального функционирования новициата и другой базовой литературы для доминиканских конвентов. Всего книги касались таких направлений знаний: экзегетика, агиография, гомилетика, каноническое право, философия, догматика, моральная теология, полемика, литургика, Священное Писание, история, аскетика, грамматика, сакраментология, античная литература, а позже: риторика, поэтика, мистика, право, обрядовые книги и другие. Кроме того, в кельях братьев было немало собственных книг, которые не входили в библиотечные каталоги.
В связи с тем, что именно в XVIII веке происходил расцвет доминиканской школы и подъём её до уровня университета, те же тенденции должны быть характерны для библиотеки, однако следующий известный каталог библиотеки относится к 1832 году — после тотального пожара, когда сгорел и был заноново восстановлен весь монастырь. Поэтому в 1832 году библиотека содержала только 185 книг, заново собранных для нужд Генерального студиума. 35 % книг имели итальянское происхождение, столько же — польское, 9 % — немецкое, 6 % — французское. Половина книг издана в XVIII веке, 18 % — в XVII и 6 % — в XVI веке.

### Общественная деятельность
На протяжении XVI века при монастыре действовала Мариинская латинская школа, где учились дети из Луцка и близлежащих сел. Одним из ярких учителей школы был теолог и проповедник приор Северин. К началу XVII века обязанности лектора выполнял приор. В 60-х годах XVI века по инициативе приора Северина в городе открылась доминиканская пивоварня, корчма и шинок. Поэтому в луцком земском суде были слушания относительно недоразумений мещан и городской собственности доминиканцев. С 1623 года происходят упоминания про госпиталь в монастыре. 2000 злотых в госпиталь вложил Андрей Красинский. Приюты для сирот действовали в XVI в. и впоследствии в XVIII. В XVIII веке Йозеф и Раймунд Богушевские основали музыкальную капеллу для монастыря. Она во времена расцвета насчитывала 38 человек.

#### Бумажная фабрика и типография
В Новоставе конвент держал большую бумажную фабрику, которая производила бумагу для продажи. В 1573 году по инициативе приора Северина новоставский папирник Мартин Кобылка открыл бумажную фабрику в монастыре Святой Марии. Новоставская бумажная фабрика считается первым на Волыни центром бумажного производства. В 1688 году костёл был полностью реставрированным после пожара 1667 года, и шляхта ходатайствовала о переносе сюда волынских сеймиков. В 1783 году от короля Станислава Августа Понятовского луцкие доминиканцы получают привилегию, которая позволяет выпускать книги на разных языках. Уже через 4 года в старом монастыре была открыта большая типография. Здесь выпускались книги на польском, латинском, французском и русском языках. В 1787—1804 в типографии вышло более 100 наименований книг. Типография в XIX веке имела печатать 1 книги на заказ Начальства Образования и отдавать 100 её экземпляров для нужд Волынской гимназии.

#### Конфликт с евреями

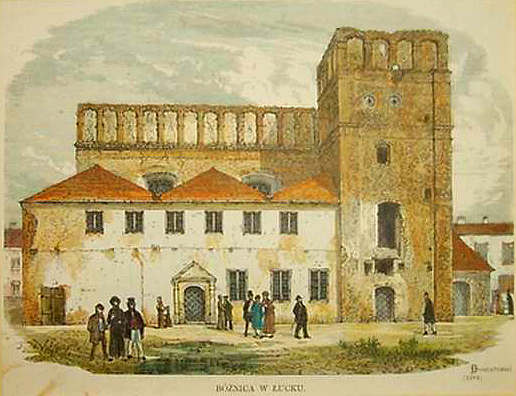
Синагога. Изображение XIX в.

В мае 1626 король Сигизмунд III Ваза предоставил привилегию луцким евреям на построение каменной синагоги и новой школы.
Синагога должна была появиться в центре еврейского квартала, рядом с которым находился латинский, в центре которого и стоял доминиканский комплекс. Члены ордена стали жаловались, что синагога будет выше костёла и поэтому препятствовали строительству, которое затянулось на два года. Однако уже в 1628 году король вновь предоставил привилегию. Дело закончилось в королевском суде победой еврейской общины. Суд постановил, что высота синагоги не препятствует монастырю.

#### Дело Дмитрия Гулевича
В 1623 году произошёл скандал, связанный с луцкими доминиканцами и членом семьи Гулевичей Дмитрием, который стал монахом ордена. 9 октября 1623 он составил фонд луцкому конвенту, согласно которому в распоряжение доминиканцев переходили сёла Коршовец, Вербяив, Поганов, Голешив, а самое главное — православная церковь Святого Дмитрия, расположенная в Окольном замке, напротив дворца Альбрехта Радзивилла. Также в собственность доминиканцев переходила церковная утварь из дмитровского храма: золотые и серебряные крестики, бокалы, церковные колокола, Евангелие, другие ценные книги, привилегии, письма, фонды. Это привело к ссоре внутри Гулевичей. Начались многочисленные судебные иски, где отмечалось, что храм принадлежит всей семье, поэтому сам Дмитрий не мог так распорядиться с храмом. Судебные дела тянулись несколько десятилетий, и в конце концов, храм остался за доминиканцами.

#### Нападения на приорат

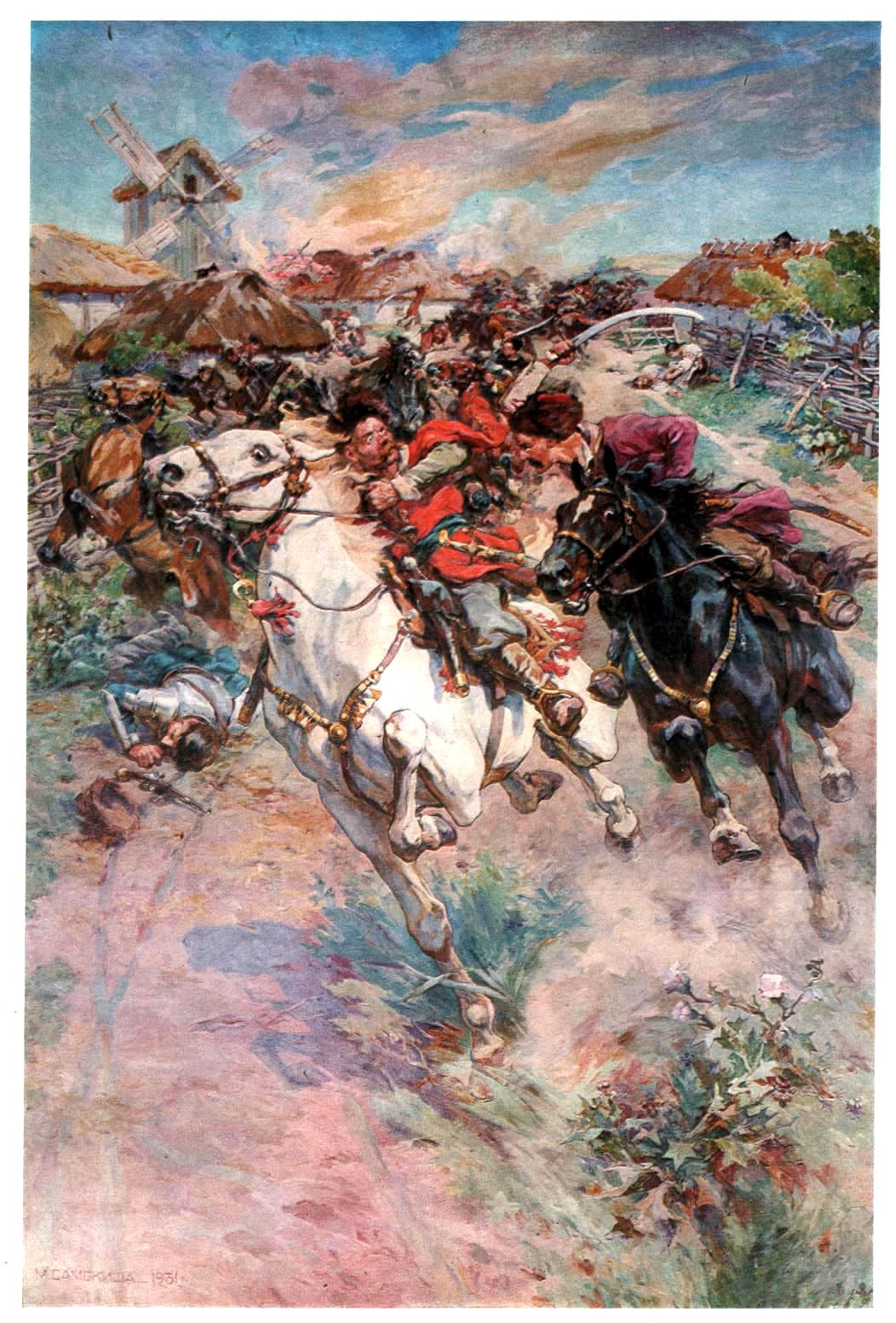
Восстание Хмельницкого

В 1648 году Луцк, как и другие волынские города и городки, подвергся нападению казаков. Доминиканский костёл также пострадал от нападения. Хотя сами кельи и здание костёла не претерпели разрушения, и не были опустошены и разграблены. Архивные документы, которые включали княжеские и королевские привилегии, налоговые квитанции, завещания, письма были утоплены в болоте. Кроме монастырского комплекса были ограблены два дома в городе, принадлежавших монастырю. Не обошла такая участь и монастырское село Новостав. В начале 1649 года доминиканцы вернулись в Луцк и возобновили деятельность ордена. Заработала школа, начались службы и обычная монастырсая жизнь. Однако в 1653 году монастырь снова приостановил деятельность в связи с событиями Хмельнитчины. В 1670 г. монахи были вынуждены бежать из города, поскольку он был подвергнут нападению татар. Однако члены монастыря быстро вернулись, как только миновала угроза.
Ещё позже, в 1772 году, в Луцке произошла эпидемия, в результате которой монастырь потерял более половины своих братьев.

### Общее состояние монастыря в XIX веке
В конце XVIII века Волынь оказалась в составе Российской империи. В 1803 году в городе епископ Каспер Цецишовский собрал всё духовенство Луцко-Житомирской епархии с целью открытия и содержания школ Волынской, Подольской и Киевской губерний. Было решено, что духовные общины и лица должны материально поддерживать деятельность школ и открытие новых. Доминиканский приор должен вносить 1/8 годового дохода на развитие Волынской гимназии. Также доминиканцы должны были отсылать трёх членов ордена в Виленский университет для учительской подготовки. Кроме того, монастырь предоставлял средства на открытие школы в Староконстантинове, 1000 злотых в ботанический сад в Луцкой и Житомирской школах, 100 экземпляров учебников из собственной типографии Волынской гимназии и школам других волынских городов. В 1812 г. в части помещения монастыря располагался штаб русской армии под командованием генерала Багратиона. В 1824 году для откупа своего крестьянина из Новостава от рекрутства луцкие доминиканы заплатили 1000 рублей серебром российскому военному ведомству.

#### Новый комплекс
Ещё в 1791 году рядом с новозаложенным монастырём начинается строительство нового Успенского костёла. А между тем в 1793 году старый комплекс снова страдает от пожара, но благодаря средствам Лаврентия Радецкого в размере 100000 злотых восстанавливается в стиле классицизма. Однако после всех пожаров строительство нового монастырского комплекса было вполне целесообразным. Итак, работы по сооружению велись далее. На плане города 1795 года обозначены два комплекса — старый и новый. Новый комплекс располагается немного севернее почти вплотную. Монастырь нового комплекса строится с западной стороны. Довольно богатую картину застройки доминиканской земле дает акварель Наполеона Орды. На ней виден новый комплекс, остатки старых келий, костёла и оборонительное сооружение с башнями.
В 1819 году был завершен и освящен новый костёл с монастырём, возникшие в стиле классицизма. Костёл был трехнефною базиликою с удлиненным пресвитерием, имел полуцилиндрические апсиды и галерею, которая окружала его. Длиной костёл был 55 м. Двухъярусная башня опиралась на среднюю часть нартекса. Яруса декорированы колоннами коринфского ордера. Высокая башня костёла была украшением города. На изображениях Луцка тех времен виден островерхий доминиканский шпиль, а часы-куранты своими циферблатами выходил на четыре стороны света.
Старый монастырский комплекс на то время уже был в непригодном для использования состоянии и был разобран. Остался только кусок восточной стены.

#### Последний пожар и кассация монастыря
Крупный пожар 1845 года, который сжёг большинство луцких костёлов, не обошёл и доминиканского. Кроме того, в середине XIX века российские власти активно боролись против католицизма на Волыни, в результате чего было закрыто очень много монастырей и костёлов. Поэтому, будучи очень поврежденным и не имея поддержки, доминиканский монастырь закрывается российскими властями в 1847 (1850) году. Коронованную икону в серебряном обрамлении вместе с другими иконами передали луцкой кафедре. Старый монастырский комплекс, основанный ещё во второй половине XIV века, разобрали на материал. В новом же монастыре разместился госпиталь, а в костёле — военный склад. Впоследствии костёл разобрали. И от двух доминиканских комплексов остался только новый монастырь и кусок стены старого комплекса. После этого православные чехи Луцка и Луцкого уезда просили правительство передать им бывший доминиканский монастырь для приспособления его под свою церковь.

### XX века
С 1920 по 1933 года доминиканский монастырь использовался как резиденция епископа. Чудотворная икона находилась в кафедральном костёле до 1924 года, когда пожар поглотил её навеки. Но образ Луцкой Богоматери из доминиканского монастыря не был утрачен навсегда. Кроме образов в костёлах Волыни, в городе Седльце в гарнизонном костёле хранилась копия луцкой доминиканской иконы, выполнена в 1670 году. На ней надпись — "Obraz Cudowny z Łucka z R. 1670, odnowiony w R. 1851 ". В сидлецкий костёл образ попал в 1946 году из Олавы, куда сначала он попал из костёла села Новый Витков, для которого, собственно, и была когда-то сделана копия. Сидлецкая икона является единственным сохранившимся образом Луцкой Богоматери. В 1997 году она была повреждена наводнением, но впоследствии реставрирована в Народном музее Познаня. 25 июня 1999 года в кафедральном соборе луцкий состоялась интронизация этой иконы. Сейчас она хранится в Сидлецком костёле.
В монастыре в советские времена размещались больница и Профессиональное техническое училище № 1. Впоследствии здание было отдано для Волынской духовной семинарии УПЦ МП.

### Настоящее
Будучи основанным во времена позднего Средневековья, доминиканский монастырь сыграл большую роль для истории города и Волыни в частности. Он был оборонительным, духовным, благотворительным, интеллектуальным и культурным центром Луцка.
Сегодня в бывшем монастыре доминиканцев разместилась Волынская духовная семинария УПЦ МП с церковью Кирилла и Мефодия.

## Архитектура
Архитектура первого костёла и монастыря была готической. Однако не сохранилось описаний, или изображений, по которым можно установить детальный вид храма. От него остался кусок стены, который хорошо наблюдается с улицы Драгоманова.
Второй комплекс появился в стиле классицизма. Хотя его костёл был разобран в XIX веке, но сейчас ещё можно наблюдать остатки в южной части, где он в определённом месте не был разобран даже до уровня земли. Старая сохранившаяся стена достигает в высоту нескольких метров и около двух в длине полукруга, которым завершался костёл с юга. Над этими старыми остатками стена была частично восстановлена. Пока объект на стадии строительства. Сохранена подземная часть костёла.
Монастырь трехэтажный прямоугольный в плане с размерами 51×12 м. Лестницы содержатся в той части, которая примыкала к костёлу. Коридоры соединяют комнаты этажей, окнами выходят на реку. Первые два этажа имеют крещатые своды. Фасад украшен спаренными лопатками, порталы имеют обрамление, которые завершаются волютами или лучковыми сандриками. С улицы Драгоманова, кроме того, можно наблюдать мощные остатки старого комплекса XIV века.

## Дополнительно

### Пожары монастыря и костёла[9],[7]
- 1540 (?)
- 1664
- 1667
- 1781
- 1793
- 1803
- 1845

### Крупнейшие пожертвования монастырю
Предоставление монастырю делались как в виде денег, процентов от определённой суммы, так и путём косвенных пожертвований: освобождение от налогов, разрешение на территорию, подарок недвижимости, разрешение вести ту или иную экономическую деятельность (разрешение на существование корчмы от короля Ягайло в 1390 году, разрешение взятие пошлины от каждого купца в городе от короля Сигизмунда III в 1596 году и т. п.). Но больше и чаще осуществлялись денежные предоставления — запись процентов от определённой суммы. Стоит учесть, что одна и та сумма, предоставленная в разные исторические отрезки, не эквивалентна вследствие инфляции.

## Галерея

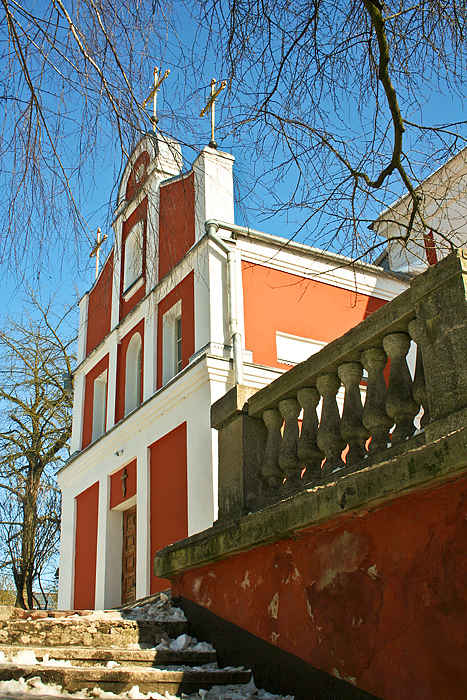
У входа
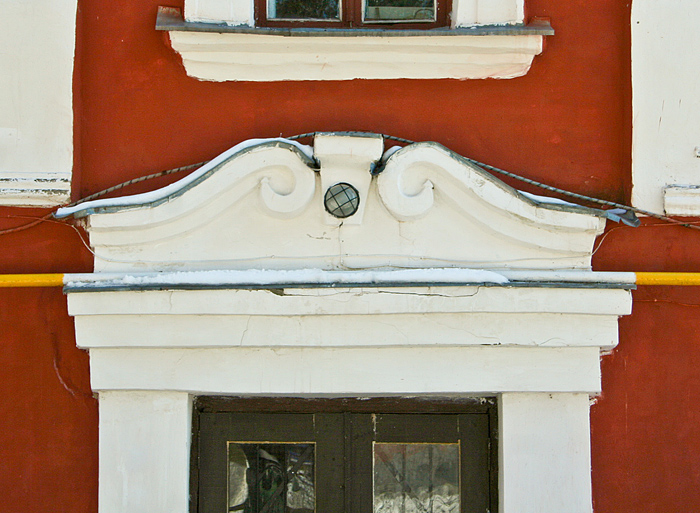
Элемент декора
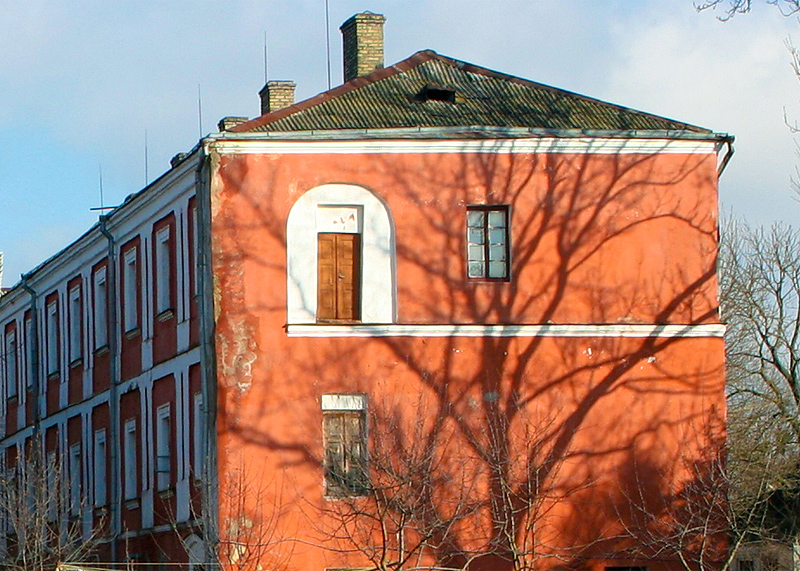
С юга

## Интернет-ресурсы
- Луцка война 1431. Неформатная пьеса
- Kopia obrazu Matki Boskiej Łuckiej z Witkowa Nowego
- Католические костёлы старого Луцка